# Rashad Muhammed
Rashad Muhammed (25 september 1993) is een Frans voetballer die sinds 2019 voor Erzurumspor speelt. Muhammed is een aanvaller.

## Carrière
Muhammed, die zijn jeugdopleiding genoot bij onder andere Paris Saint-Germain, belandde in 2013 bij de Belgische eersteprovincialer KFC Eppegem nadat hij met een ploeg van spelers zonder contract werd opgemerkt in een wedstrijd tegen Union Sint-Gillis. Na één seizoen bij Eppegem versierde hij een transfer naar vierdeklasser UR Namen, maar daar vertrok hij door een financieel geschil al na zes maanden.
Pas in maart 2016 vond Muhammed onderdak bij de Noorse tweedeklasser Florø SK. In augustus 2017 maakte hij de overstap naar eersteklasser Sarpsborg 08 FF, waarmee hij zich plaatste voor de Europa League. In de groepsfase scoorde hij eenmaal tegen Besiktas J.K. tijdens een 2-3-thuisnederlaag.
In januari 2019 ruilde Muhammed Sarpsborg voor de Turkse eersteklasser Erzurumspor, waarmee hij na zijn eerste halve seizoen evenwel al uit de Süper Lig tuimelde.